# Arthur Ransome
Arthur Michell Ransome (* 18. Januar 1884 in Leeds; † 3. Juni 1967 bei Cheadle) war ein britischer Schriftsteller. Er ist Schöpfer der Kinderbuchreihe Swallows and Amazons.

## Leben
Der Sohn eines Geschichtsprofessors ging zunächst einem wissenschaftlichen Studium am Yorkshire College of Science nach, was er aber nach zwei Semestern zu Gunsten einer literarischen Karriere abbrach. 1902 kam er nach London, wo er anfänglich als Laufbursche für einen Verlag arbeitete. Als freischaffender Journalist und Autor schrieb er später unter anderem über Edgar Allan Poe und Oscar Wilde und war Herausgeber von Erzählungen.

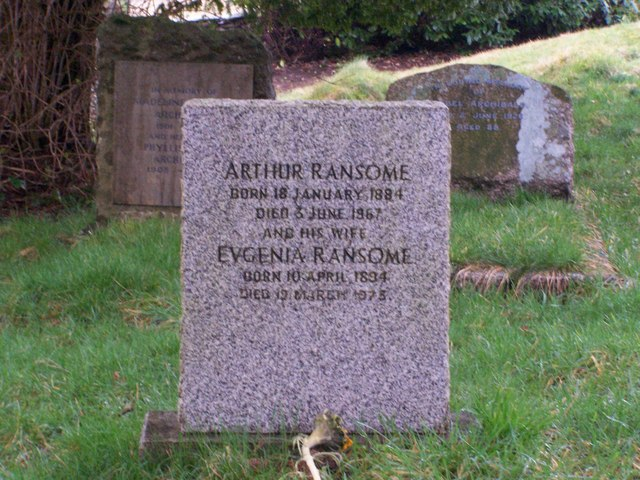
Ransomes Grab

1913 kam er als Korrespondent für Daily News nach Russland. Dabei unterhielt er Kontakte zum Secret Intelligence Service. Insbesondere berichtete er von der Oktoberrevolution. 1916 hatte er Erfolg mit Old Peter's Russian Tales, einer Sammlung von russischen Märchen und Legenden. Mit seiner Ketsch Racundra bereiste er segelnd das Baltikum, wovon er in dem 1923 erschienenen Buch Racundra's First Cruise erzählt. Ab 1919 arbeitete er für den Manchester Guardian.
Aus seiner ersten Ehe frisch geschieden heiratete er 1924 Evgenia Shelepin, die als Sekretärin für Leo Trotzki gearbeitet hatte. Aus gesundheitlichen Gründen musste er nach England zurückkommen. Er lebte im ländlichen Lake District, wo seine 1930 mit Der Kampf um die Insel (Swallows and Amazons) begonnene Kinderbuchreihe spielt. Für Pigeon Post wurde ihm 1936 die Carnegie Medal verliehen.
1999 wurde der Asteroid (6440) Ransome nach ihm benannt.

## Werke
Sachbuch
- Bohemia in London (Essays, 1907)

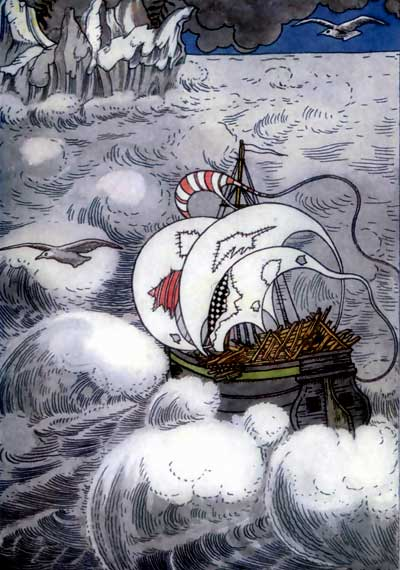
Illustration zu Old Peter's Russian Tales

- Sechs Wochen in Sowjetrussland (Six Weeks in Russia in 1919, 1919)
- Die Krisis in Russland (The Crisis in Russia, 1921)
- Racundra’s First Cruise (1923)

Kurzgeschichten
- The Hoofmarks of the Faun (1911)

Kinderbuch
- Old Peter’s Russian Tales (1916)
- Der Kampf um die Insel (Swallows and Amazons, 1930)
- Im Schwalbental (Swallowdale, 1931)
- Peter Duck (1932)
- Winter Holiday (1933) (Weihnachtsferien, Leonhard Friedrich, Bad Pyrmont 1948)
- Coot Club (1934)
- Pigeon Post (1936)
- Die unfreiwillige Seefahrt (We Didn’t Mean to Go to Sea, 1937)
- Secret Water (1939)
- The Big Six (1940)
- Missee Lee (1941) (Seeräuberkönigin Li, Union Stuttgart 1979)
- The Picts and the Martyrs (1943)
- Great Northern? (1947)